# Azara celastrina
Azara celastrina är en videväxtart som beskrevs av David Don. Azara celastrina ingår i släktet Azara och familjen videväxter. Inga underarter finns listade i Catalogue of Life.